# 8 aprile
L'8 aprile è il 98º giorno del calendario gregoriano (il 99º negli anni bisestili). Mancano 267 giorni alla fine dell'anno.

## Eventi
- 217 – L'imperatore romano Caracalla viene assassinato; gli succede il suo prefetto del pretorio Macrino;
- 1143 – Manuele Comneno diventa imperatore bizantino alla morte del padre Giovanni;
- 1151 – Ruggero II incorona re di Sicilia suo figlio Guglielmo;
- 1203 – Firma dell'Abiura di Bilino Polje, nella quale Kulin il Bano e i capi della Chiesa bosniaca rinunciano alle loro pratiche eretiche e si riconciliano con la Chiesa cattolica
- 1271 – Siria: il sultano mamelucco Baybars conquista presso Homs il castello dei Cavalieri dell'Ospedale di San Giovanni di Gerusalemme, oggi noto come Krak dei Cavalieri;
- 1341 – Roma: Francesco Petrarca viene incoronato d'alloro come "poeta" sul Campidoglio;
- 1369 – L'imperatore del Sacro Romano Impero Carlo IV libera la città di Lucca e i suoi territori dalla dominazione pisana;
- 1638 – Il sultano ottomano Murad IV dà inizio alla campagna di Baghdad;
- 1658 – Giovanni Pesaro viene eletto 103º Doge della Repubblica di Venezia;
- 1815 – Guerra austro-napoletana: due divisioni della Guardia dell'esercito napoletano occupano Firenze, costringendo il granduca di Toscana Ferdinando III d'Asburgo-Lorena a rifugiarsi a Pisa e respingendo a Pistoia il contingente austriaco;
- 1820 – La Venere di Milo viene scoperta sull'isola di Milos;
- 1848 – Risorgimento: il Battaglione San Marco ha il suo battesimo del fuoco nella battaglia del ponte di Goito, durante la Prima guerra di indipendenza italiana[senza fonte]; lo stesso giorno entra in azione anche il neonato corpo dei Bersaglieri;
- 1864 – Guerra di secessione americana: battaglia di Mansfield[senza fonte];
- 1866 – Risorgimento: viene conclusa a Berlino l'Alleanza italo-prussiana contro l'Austria, in previsione della Terza guerra d'indipendenza italiana;
- 1867 – Si inaugura a Parigi l'Esposizione Universale[senza fonte], evoluzione della Grande esposizione delle opere dell'industria di tutte le Nazioni di Londra del 1851,
- 1876 – Al Teatro alla Scala di Milano si tiene la prima de La Gioconda di Amilcare Ponchielli, su libretto di Arrigo Boito;
- 1904 – Francia e Gran Bretagna sottoscrivono la cosiddetta Entente cordiale,
- 1975 – Federico Fellini vince il suo quarto Oscar come miglior film straniero con Amarcord;
- 1985 – Disastro di Bhopal: in India vengono diffusi i carteggi a carico della Union Carbide per il disastro chimico che causò la morte di circa 2000 persone[senza fonte],
- 1986 – L'attore Clint Eastwood viene eletto sindaco di Carmel-by-the-Sea, California con il 72% dei voti;
- 1990 – Viene trasmesso il primo episodio della serie televisiva de I segreti di Twin Peaks;
- 1992 – Il tennista Arthur Ashe annuncia di essere affetto da AIDS dopo aver contratto il virus HIV a seguito di una trasfusione di sangue praticata per curare una sua disfunzione cardiaca: il caso mediatico fa esplodere negli USA la discussione sul flagello dell'AIDS;
- 1993 – La Macedonia entra ufficialmente nell'ONU;
- 2003 – Guerra in Iraq: le truppe inglesi occupano Bassora, la più grande città del sud dell'Iraq; a Baghdad un carro armato Abrahams colpisce l'hotel Palestine, dove alloggiavano dei giornalisti, tre dei quali moriranno[senza fonte];
- 2004
  - Elezioni in Algeria: la lotta tra il presidente uscente Abdelaziz Bouteflika e l'ex premier Ali Benflis, che ha spaccato il Fronte Nazionale Algerino, si risolve a favore del primo, sotto l'ombra di brogli;
  - Condoleezza Rice depone davanti ai giudici che indagano sulle responsabilità del governo per gli attentati dell'11 settembre 2001;
- 2005 – Si svolge il funerale di papa Giovanni Paolo II, cui partecipano più di 200 delegazioni ufficiali;
- 2010 – Il presidente degli Stati Uniti d'America Barack Obama e il presidente russo Dmitri Medvedev firmano nella Sala Spagnola del Castello di Praga il trattato sulla riduzione delle armi strategiche;
- 2013
  - Microsoft chiude la piattaforma di messaggistica istantanea Windows Live Messenger, che viene definitivamente sostituita da Skype, e il servizio di posta elettronica Hotmail a cui subentra Outlook.com;
  - Muore a Londra l'ex primo ministro britannico Margaret Thatcher a 88 anni;
- 2014 – Termina il supporto per il sistema operativo Windows XP;
- 2018 – In Siria, nella città di Duma, un attacco chimico uccide 100 persone.

## Nati
Ci sono circa 1 110 voci su persone nate l'8 aprile; vedi la pagina Nati l'8 aprile per un elenco descrittivo o la categoria Nati l'8 aprile per un indice alfabetico.

## Morti
Ci sono circa 540 voci su persone morte l'8 aprile; vedi la pagina Morti l'8 aprile per un elenco descrittivo o la categoria Morti l'8 aprile per un indice alfabetico.

## Feste e ricorrenze

### Civili
Internazionali:
- Giornata internazionale di rom e sinti, in memoria del primo congresso del popolo rom, nel 1971

Nazionali:
- Giappone - Giorno nazionale del ricordo di Hachikō
- Haiti - Anniversario della morte di Toussaint Louverture

### Religiose
Cristianesimo:
- Sant'Agabo, profeta
- Sant'Amanzio di Como, vescovo
- San Dionisio di Alessandria, vescovo
- San Dionigi di Corinto, vescovo
- Santi Erodione, Asincrito e Flegone, discepoli di san Paolo di Tarso
- Santa Giulia Billiart, vergine, fondatrice delle Suore di Nostra Signora di Namur
- San Gonzalo Mercador, vescovo e martire
- Santi Isacco e Hamazasp, martiri in Armenia
- Santi Timoteo, Diogene, Macario e Massimo, martiri in Antiochia di Siria
- San Walter de Saint-Martin de Pontoise (Gauthier, Gualtiero), monaco benedettino
- Beato Agostino Jeong Yak-jong, catechista e martire
- Beato August Czartoryski, sacerdote
- Beato Clemente da Osimo, religioso
- Beato Domenico del Santissimo Sacramento (Iturrate Zubero), sacerdote trinitario
- Beato Giuliano di Sant'Agostino, francescano
- Beata Libania di Busano, badessa
- Beato Martino da Pegli (o da Genova)

Religione romana antica e moderna:
- Ludi Megalesi, quinta giornata

Zoroastrismo:
- Farwardigan, celebrazione dei Farohar – angeli custodi (si celebra il 19º giorno del primo mese – Frawardin – che corrisponde all'8 aprile secondo il calendario irani/fasli)

Dodecateismo:
- Delphinia, celebrazione in onore di Apollo (data del 2011)

Buddhismo Zen:
- Hana Matsuri o Festa dei fiori, in celebrazione del compleanno di Shakyamuni Buddha (si celebra in Giappone)